# Reprezentacja Niemieckiej Republiki Demokratycznej w piłce siatkowej mężczyzn
Reprezentacja Niemieckiej Republiki Demokratycznej w piłce siatkowej mężczyzn – zespół siatkarski, biorący udział w imieniu NRD w meczach i sportowych turniejach międzynarodowych, powoływany był przez selekcjonera, w którym mogli występować wyłącznie zawodnicy posiadający obywatelstwo NRD. Największym sukcesem niemieckich siatkarzy było zdobycie mistrzostwa świata w 1970 roku.

## Udział w międzynarodowych turniejach

### Igrzyska olimpijskie
| 1964 | Nie zakwalifikowała się | Nie zakwalifikowała się |
| 1968 | Awans                   | IV miejsce              |
| 1972 | Awans                   | II miejsce              |
| 1976 | Nie zakwalifikowała się | Nie zakwalifikowała się |
| 1980 | Nie zakwalifikowała się | Nie zakwalifikowała się |
| 1984 | Nie zakwalifikowała się | Nie zakwalifikowała się |
| 1988 | Nie zakwalifikowała się | Nie zakwalifikowała się |

### Mistrzostwa świata
| 1949 | Nie brała udziału       | Nie brała udziału       |
| 1952 | Nie brała udziału       | Nie brała udziału       |
| 1956 | -                       | XII miejsce             |
| 1960 | Nie brała udziału       | Nie brała udziału       |
| 1962 | -                       | XI miejsce              |
| 1966 | Awans                   | IV miejsce              |
| 1970 | Awans                   | Mistrzostwo             |
| 1974 | Awans                   | IV miejsce              |
| 1978 | Awans                   | IX miejsce              |
| 1982 | Awans                   | XII miejsce             |
| 1986 | Nie zakwalifikowała się | Nie zakwalifikowała się |
| 1990 | Nie zakwalifikowała się | Nie zakwalifikowała się |

### Mistrzostwa Europy
| 1948 | Nie brała udziału       | Nie brała udziału       |
| 1950 | Nie brała udziału       | Nie brała udziału       |
| 1951 | Nie brała udziału       | Nie brała udziału       |
| 1955 | Nie brała udziału       | Nie brała udziału       |
| 1958 | -                       | IX miejsce              |
| 1963 | -                       | IX miejsce              |
| 1967 | -                       | IV miejsce              |
| 1971 | -                       | IV miejsce              |
| 1975 | Awans                   | VII miejsce             |
| 1977 | Awans                   | IX miejsce              |
| 1979 | Awans                   | IX miejsce              |
| 1981 | Awans                   | VI miejsce              |
| 1983 | Gospodarz               | VI miejsce              |
| 1985 | Nie zakwalifikowała się | Nie zakwalifikowała się |
| 1987 | Nie zakwalifikowała się | Nie zakwalifikowała się |
| 1989 | Awans                   | IX miejsce              |

## Trenerzy reprezentacji Niemieckiej Republiki Demokratycznej
| Selekcjoner     | Od   | Do   | Największe sukcesy                                                            |
| --------------- | ---- | ---- | ----------------------------------------------------------------------------- |
| Herbert Gabriel | 1951 | 1952 | –                                                                             |
| Werner Brock    | 1953 | 1954 | –                                                                             |
| Gerhard Feck    | 1955 | 1955 | –                                                                             |
| Fritz Döring    | 1955 | 1957 | –                                                                             |
| Helmut Hampel   | 1957 | 1958 | –                                                                             |
| Fritz Döring    | 1959 | 1959 | –                                                                             |
| Herbert Jenter  | 1960 | 1974 | wicemistrzostwo olimpijskie 1972, mistrzostwo świata 1970, Puchar Świata 1969 |
| Kurt Radde      | 1975 | 1978 | –                                                                             |
| Herbert Jenter  | 1979 | 1980 | –                                                                             |
| Lothar Schröter | 1981 | 1983 | –                                                                             |
| Bernd Walther   | 1984 | 1986 | –                                                                             |
| Rolf Hornschuch | 1987 | 1987 | –                                                                             |
| Ulrich Sernow   | 1988 | 1990 | –                                                                             |